# Carlos Alvarado Quesada
Carlos Alvarado Quesada (San José, 14 de janeiro de 1980) é um escritor, jornalista, cientista político e político costarriquenho, presidente da Costa Rica entre 2018 e 2022, ex-ministro do Trabalho e da Segurança Social. Alvarado possui bacharelado em comunicação e mestrado em ciência política pela Universidade da Costa Rica, mestrado em estudos sobre desenvolvimento pela Universidade de Sussex. 
Foi o vencedor das eleições presidenciais de 2018 e foi presidente até 2022.

## Carreira política
Ele serviu como um conselheiro para a bancada do Partido Ação Cidadã na Assembleia Legislativa da Costa Rica no período de 2006-2010. Foi consultor do Institute of Development Studies no Reino Unido. Diretor de Comunicação da campanha presidencial de Luis Guillermo Solís, professor da Faculdade de Ciências da Comunicação Coletiva da Universidade da Costa Rica e da Escola de Jornalismo da Universidade Latina da Costa Rica. Durante a administração Solís Rivera, serviu como Ministro do Desenvolvimento Humano e Inclusão Social e Presidente Executivo do Instituto Conjunto de Previdência Social, instituição encarregada de combater a pobreza e prover os auxílios estatais à população hipossuficiente. Após a renúncia como ministro de Victor Morales Mora, Alvarado foi nomeado ministro do Trabalho.